# Ina Lasovska
Ina Aleksandrovna Lasovska (rusko Инна Александровна Ласовская), ruska atletinja, * 17. december 1969, Moskva, Sovjetska zveza.
Nastopila je na poletnih olimpijskih igrah v letih 1996 in 2000, leta 1996 je osvojila srebrno medaljo v troskoku. Na svetovnih dvoranskih prvenstvih je osvojila zlato in srebrno medaljo, na evropskih prvenstvih srebrno medaljo leta 1994, na evropskih dvoranskih prvenstvih pa naslov prvakinje leta 1994.